# Jo Giæver Tenfjord
Jo Giæver Tenfjord (13 août 1918 - 12 juin 2007) est une bibliothécaire, traductrice et auteure de littérature jeunesse norvégienne.

## Biographie
En 1940, elle fait partie de la première promotion de bibliothécaire issue de l'école nationale de bibliothécaires de Norvège. L'année suivante, elle publie son premier ouvrage sous le pseudonyme de Guri Gla : Valsesommer.
Elle est une figure majeure de la promotion de la littérature jeunesse en Norvège. En 1953, elle participe à la création de l'IBBY et siège à son conseil exécutif jusqu'en 1970.
Elle est aussi traductrice en norvégien de plusieurs auteurs parmi lesquels Maria Gripe ou Astrid Lindgren. En 1993, elle reçoit le prix Astrid Lindgren de la Fédération internationale des traducteurs qui vise à récompenser les traductions d’œuvres écrites pour les enfants. La même année elle reçoit le Bastianpris dans la catégorie littérature jeunesse.
Elle meurt le 12 juin 2007.